# Cantón de Carrillo
Carrillo es el quinto cantón de la provincia de Guanacaste, Costa Rica,  se creó el 16 de junio de 1877 mediante decreto presidencial N.º 22, durante el periodo presidencial provisional del Dr. Vicente Herrera Zeledón . 
Por decreto ejecutivo N.º 20934-C del 17 de enero de 1992 se le conoce como el Cantón arqueológico de Costa Rica, pues gran cantidad de piezas arqueológicas se han encontrado en sus tierras.

## Toponimia
El nombre del cantón es en homenaje al exjefe de Estado don Braulio Carrillo Colina (1835-1837 y 1838-1842); que nació en ciudad San Rafael de Oreamuno, el 20 de marzo de 1800 y falleció en El Salvador el 15 de mayo de 1845. 
La Asamblea Legislativa por acuerdo No 1091 del 28 de abril de 1971, lo declaró Benemérito de la Patria y Arquitecto del Estado Costarricense. El 15 de mayo de 1972 fueron trasladados sus restos desde San Miguel, El Salvador a su ciudad natal donde fueron sepultados en el parque de la localidad.

## Historia
En la época precolombina el territorio que actualmente corresponde al cantón de Carrillo, formó parte de una de las provincias de los indígenas denominados chorotegas, ubicada en la península de Nicoya, cuyos dominios llegaban hasta el lago Nicaragua, constituida por varios pueblos o señoríos.
La región fue descubierta por don Gil González Dávila en 1522, en su marcha hacia otra provincia de los chorotegas, que estaba bajo la autoridad del cacique Nicarao (hoy Nicaragua). En enero de 1561 don Juan de Cavallón, proveniente de Granada pasó por la zona en su expedición que llegó al Valle Central. En setiembre de 1562 transitó por este territorio don Juan Vázquez de Coronado, quien traía ganado vacuno y caballos desde León. También pasó por la región don Perafán de Ribera en su viaje a Cartago.
En el siglo XVIII un grupo de mestizos ladinos se asentó en la margen oeste del curso medio del río Tempisque, donde existía un bosquecillo de árboles denominado Sietecueros (Lonchocarpus costericensi), dando origen a la población que hoy corresponde a ciudad Filadelfia.
La población más antigua del cantón Carrillo es Sardinal, prueba de ello es la mención que se hace del lugar, a raíz de la visita efectuada a finales de 1794, por el hermano don Antonio Muñoz, en una recolecta de limosnas que realizó en varios poblados de la región Guanacaste.
En la década de los años treinta del siglo XIX, los vecinos de los barrios Sietecueros y El Sardinal, solicitaron al entonces jefe de Estado, don Braulio Carrillo Colina, se les separara de la villa Santa Cruz y se les incorporara a la ciudad de Guanacaste (hoy Liberia) en lo civil y eclesiástico, petición que fue acogida cuando se promulgó el decreto No 5 de 23 de febrero de 1839.
En la división territorial escolar de 1886, Sardinal constituyó el distrito escolar segundo del cantón Liberia; en el año siguiente en ley No 60 de 9 de agosto, sobre gastos de Instrucción Pública, se hizo referencia además de Sardinal, al barrio de Filadelfia como parte del distrito escolar primero del cantón Liberia; escuela que actualmente se denomina Filadelfia. El Colegio Técnico Profesional Agropecuario de Carrillo, inició sus actividades docentes en 1965, en la administración de don Francisco Orlich Bolmarcich.
Durante el episcopado de Monseñor don Bernardo Augusto Thiel Hoffman, segundo Obispo de Costa Rica, en el año de 1894, se erigió la parroquia, dedicada a Santiago Mayor; la cual en este momento es sufragánea de la diócesis de Tilarán de la provincia Eclesiástica de Costa Rica.
En ley No 20 sobre división territorial para efectos administrativos, del 18 de octubre de 1915, se le otorgó a Filadelfia la categoría de villa. Posteriormente, el 11 de junio de 1947, en el gobierno de don Teodoro Picado Michalski, se promulgó la ley No 864 que le confirió a la villa, el título de ciudad.

### Cantonato
En decreto ejecutivo No 22 de 16 de junio de 1877, Carrillo se erigió en cantón de la provincia Guanacaste; como cabecera se designó la población de Siete Cueros, que en lo sucesivo se denominó Filadelfia. En esa oportunidad no se indicaron los distritos del nuevo cantón.
Carrillo procede de los cantones Liberia y Santa Cruz, establecidos en ley No 36 del 7 de diciembre de 1848.
El cantón fue formado con los pueblos de Siete Cueros (Filadelfia), Boquerones (Palmira), La Villa (Belén) y Tamarindo (Sardinal). La población más antigua del cantón de Carrillo es Sardinal, prueba de ello es la mención que se hace del lugar, a raíz de la visita efectuada a finales de 1794, por el hermano don Antonio Muñoz, en una recolecta de limosnas que realizó en varios poblados del Partido de Nicoya.

## Ubicación
Sus límites son:
- Norte: Liberia
- Sur: Santa Cruz
- Oeste: Océano Pacífico
- Este: Bagaces

## Geografía
Cantón de Carrillo cuenta con un área de 599,01 km² y una altitud media de 35 m s. n. m.
La anchura máxima es de cuarenta y nueve kilómetros, en dirección noroeste a sureste desde punta Zapotal, próxima al litoral Pacífico, hasta unos dos kilómetros aguas abajo del paso El Jobo, sobre el río Tempisque.

### Hidrografía
Carrillo posee una red fluvial bien definida, la misma cuenta con un grupo de ríos y quebradas que se pueden considerar el punto focal de las amenazas hidrometeorológicas del cantón, dicha red de drenaje está compuesta principalmente por:
1. Río Tempisque.
2. Río Cañas.
3. Río Bolsón.
4. Río Belén.
5. Río San Blas.
6. Río Sardinal.
7. Río Brasil.
8. Río Las Palmas.
9. Río Gallina.
10. Río Carrizal.
11. Río Coyolito.

## División administrativa
El cantón de Carrillo está dividido en 4 distritos:
- Filadelfia
- Palmira
- Sardinal
- Belén

### Leyes y decretos de creación y modificaciones
- Decreto 22 de 16 de junio de 1877 (creación de esta Unidad Administrativa, segregado de Liberia, a la vez la población de Belén de Santa Cruz pasa a formar parte de este cantón).
- Decreto Ejecutivo 864 de 14 de junio de 1947 (título de ciudad a Filadelfia).
- Ley 7685 de 6 de agosto de 1997 (límites con el cantón Santa Cruz).

## Demografía
Para el año 2022, Cantón de Carrillo cuenta con una población estimada de 48 227 habitantes, y para el último censo efectuado, en 2011, Cantón de Carrillo contaba con una población de 37 122 habitantes.
De acuerdo al censo nacional del 2011, la población del cantón era de 37 122 habitantes, de los cuales, el 12,1 % nació en el extranjero. El mismo censo destaca que había 10 141 viviendas ocupadas, de las cuales el 61,4 % se encontraba en buen estado, y que había problemas de hacinamiento en el 12,2 % de las viviendas. El 62,3 % de sus habitantes vivían en áreas urbanas.
Entre otros datos, el nivel de alfabetismo del cantón es del 97,8 %, con una escolaridad promedio de 8,1 años.
El mismo censo detalla que la población económicamente activa se distribuye de la siguiente manera:
- Sector Primario: 13,3 %
- Sector Secundario: 16,0 %
- Sector Terciario: 70,7 %

## Economía
La economía se basa principalmente en la agroindustria y en los últimos años el turismo ha venido a ser un factor importante en la economía de sus habitantes.